# Fidel Chaves de la Torre
Fidel Chaves de la Torre (Minas de Riotinto, 27 oktober 1989) is een Spaans voetballer die bij voorkeur als linksbuiten speelt. Hij verruilde in juli 2012 Recreativo Huelva voor Elche CF.

## Clubcarrière
Fidel werd geboren in Minas de Riotinto, een gemeente in de provincie Huelva. Hij sloot zich aan bij Recreativo Huelva. In 2010 debuteerde hij voor Recreativo Huelva in de Segunda División. In twee seizoenen scoorde hij zes doelpunten in 57 competitiewedstrijden voor de club. In juli 2012 tekende hij een driejarig contract bij reeksgenoot Elche CF. Hij dwong met Elche CF in zijn debuutjaar meteen promotie af naar de Primera División.